# Halové mistrovství Evropy v atletice 2007 – běh na 800 metrů žen
Běh na 800 metrů žen na halovém ME 2007 se uskutečnil ve dnech 2. – 4. března v hale National Indoor Arena (The NIA) v britském Birminghamu. Zlato vybojovala Ruska Oxana Zbrožeková, jež zvítězila časem 1:59,23.

## Finálové výsledky
| Umístění         | Jméno                 | Národnost          | Výsledek | Poznámka |
| ---------------- | --------------------- | ------------------ | -------- | -------- |
| Zlatá medaile    | Oxana Zbrožeková      | Rusko              | 1:59,23  |          |
| Stříbrná medaile | Tetjana Petljuková    | Ukrajina           | 1:59,84  |          |
| Bronzová medaile | Jolanda Čeplaková     | Slovinsko          | 2:00,00  |          |
| 4.               | Marilyn Okorová       | Spojené království | 2:00,20  |          |
| 5.               | Jennifer Meadowsová   | Spojené království | 2:00,25  |          |
| 6.               | Brigita Langerholcová | Slovinsko          | 2:01,24  |          |